# Théâtre de Dorset Garden

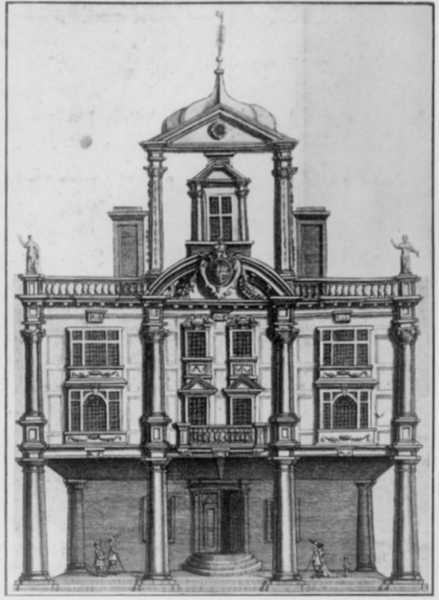
Façade sud du théâtre de Dorset Garden, telle qu'elle est présentée dans le livret de The Empress of Morocco de 1673. Avec la gravure de l'extérieur, réalisée par Hollar et publiée en 1681/82, c'est la seule source primaire montrant comment se présentait l'extérieur du bâtiment. Plusieurs autres illustrations existent, mais comme elles datent du XIX, soit plus de cent ans après la démolition du théâtre, elles ne peuvent être considérées comme des sources sûres.

Le Théâtre de Dorset Garden de Londres, construit en 1671, était connu les premières années sous le nom du Théâtre du duc d'York, ou simplement comme le Théâtre du duc. En 1685, le roi Charles II mourut et son frère, le duc d'York, fut couronné sous le nom de Jacques II. Le théâtre fut appelé alors le Théâtre de la reine, en référence à la seconde femme de Jacques, Marie de Modène. Ce nom demeura quand Guillaume III et Marie II montèrent sur le trône en 1689.
Il fut le quatrième théâtre de la Duke's Company (Troupe du duc), l'une des deux compagnies théâtrales patentées de Londres pendant la Restauration. Après 1682, il continua d'être utilisée par l'United Company, qui succéda à la Duke's Company.
Il fut démoli en 1709.

## Contexte historique
Après avoir été bannies pendant des années par le régime puritain, les représentations théâtrales furent de nouveau autorisées à la restauration de Charles II. Des lettres patentes accordèrent à deux compagnies théâtrales la représentation du « théâtre sérieux » à Londres. La Duke's Company était patronnée par le duc d'York, qui deviendra plus tard Jacques II, l'autre compagnie étant la King's Company sous la protection du roi Charles II. Les deux compagnies furent brièvement basées à partir de 1660 dans un vieux théâtre de l'ère jacobéenne, le Cockpit Theatre, appelé aussi le Phoenix Theatre, à Drury Lane. Après un court séjour au Salisbury Court Theatre, la Duke's Company rejoignit en 1662 le théâtre de Lincoln's Inn Fields, un bâtiment donnant sur Portugal Street, ayant abrité un ancien court de tennis. La compagnie resta là jusqu'en 1671. Pendant ce temps, la King's Company emménagea au Théâtre de Drury Lane, où elle resta.
À la mort en 1668 de Sir William D'Avenant, poète lauréat et fondateur de la Duke's Company, Thomas Betterton, l'acteur principal de la troupe, prit le contrôle de la compagnie. Lui et la famille d'Avenant décidèrent de créer un théâtre à usage multiple pour la somme de 9 000 £. En 1670, la Duke's Company était prête à construire. Elle loua un terrain à Dorset Garden pour une période de 39 ans (soit jusqu'en 1709), le loyer annuel étant de 130 £. Betterton était allé à Paris étudier les grandes tragédies lyriques baroques avec leurs mises en scène spectaculaires, leurs décors en perspective et leurs nombreuses machines, qui étaient alors la sensation du théâtre français. Le nouveau théâtre fut conçu pour recevoir les machineries capables de mettre en scène les pièces à grand spectacle de la Restauration.

## Le bâtiment
Le théâtre fut construit sur l'emplacement de Dorset House, l'ancien siège londonien des Sackville, comtes de Dorset, qui fut détruit lors du grand incendie de Londres, et qui fut bientôt densément bâti grâce à des opérations immobilières spéculatives. Une partie du site avait servi de théâtre à l'époque de Charles Ier : en 1629, le comte de Dorset loua des « écuries et dépendances du côté de la rivière derrière Dorset House afin de faire un théâtre pour les enfants des festivités ». Le site du nouveau théâtre, près de Dorset Stairs à Whitefriars sur la Tamise, était légèrement en amont de l'embouchure du New Canal, portion de la rivière Fleet. Sa position sur la Tamise permettait aux spectateurs de se rendre au théâtre en bateau, évitant ainsi de traverser Alsatia, un quartier dangereux, fourmillant de criminels.
Le théâtre ouvrit le 9 novembre 1671 et faisait presque deux fois la taille de l'ancien théâtre de la troupe à Lincoln's Inn Fields. Il devint le principal théâtre de Londres, lorsque le Théâtre royal brûla totalement en janvier 1672. Mais il se trouva bientôt en concurrence avec le nouveau Théâtre royal, qui ouvrit en mars 1674. Après la fusion de la King's Company et de la Duke's Company en 1682, qui formèrent l'United Company, le théâtre de Dorset Garden fut utilisé principalement pour l'opéra, la musique et les pièces à grand spectacle. À partir des années 1690, il fut aussi utilisé pour d'autres divertissements, comme de l'haltérophilie, jusqu'à sa démolition en 1709.

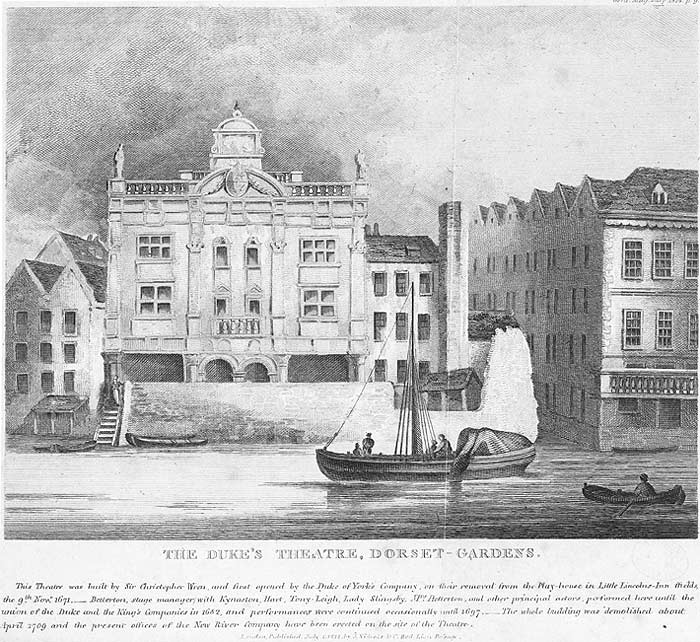
Le théâtre du duc à Dorset Garden, en bordure de rivière, était l'un des plus luxueux théâtres londoniens.

À l'exception des illustrations du livret de The Empress of Morocco, aucune image contemporaine de l'intérieur du théâtre n'existe. La rivalité entre les deux compagnies théâtrales fit décrire le théâtre de Dorset Garden dans les prologues et autres couplets de l'époque, nous donnant ainsi quelques indications sur son apparence.
Thomas Betterton y vivait dans un appartement du dernier étage du côté sud. Un certain nombre de personnes connues habitait dans les environs : Aphra Behn dans Dorset Street; John Dryden à Salisbury Square de 1673 à 1682; John Locke à Dorset Court en 1690.
On ne connaît pas celui qui a conçu le bâtiment, bien que la tradition attribue ce travail à Sir Christopher Wren. Cela semble pourtant peu probable tant du point de vue pratique que stylistique. Peut-être que Robert Hooke, un associé de Wren, a participé à sa conception. Les dimensions extérieures du bâtiment étaient de 45 m par 17 m, en incluant le porche de 3 m. Un Français, François Brunet, lors de sa visite en 1676, parla du théâtre en des termes élogieux, indiquant qu'il comprenait un parterre central, deux étages de sept loges, chacune pouvant contenir vingt personnes, et une galerie supérieure. Il ajouta cependant que lui et ses amis quittèrent la salle à la fin du second acte, car ils n'entendaient rien,. Le théâtre pouvait accueillir environ 850 spectateurs. Il représenta un investissement considérable pour la Duke's Company. L'intérieur était richement décoré, l'avant-scène étant orné de sculptures de Grinling Gibbons.

## La scène

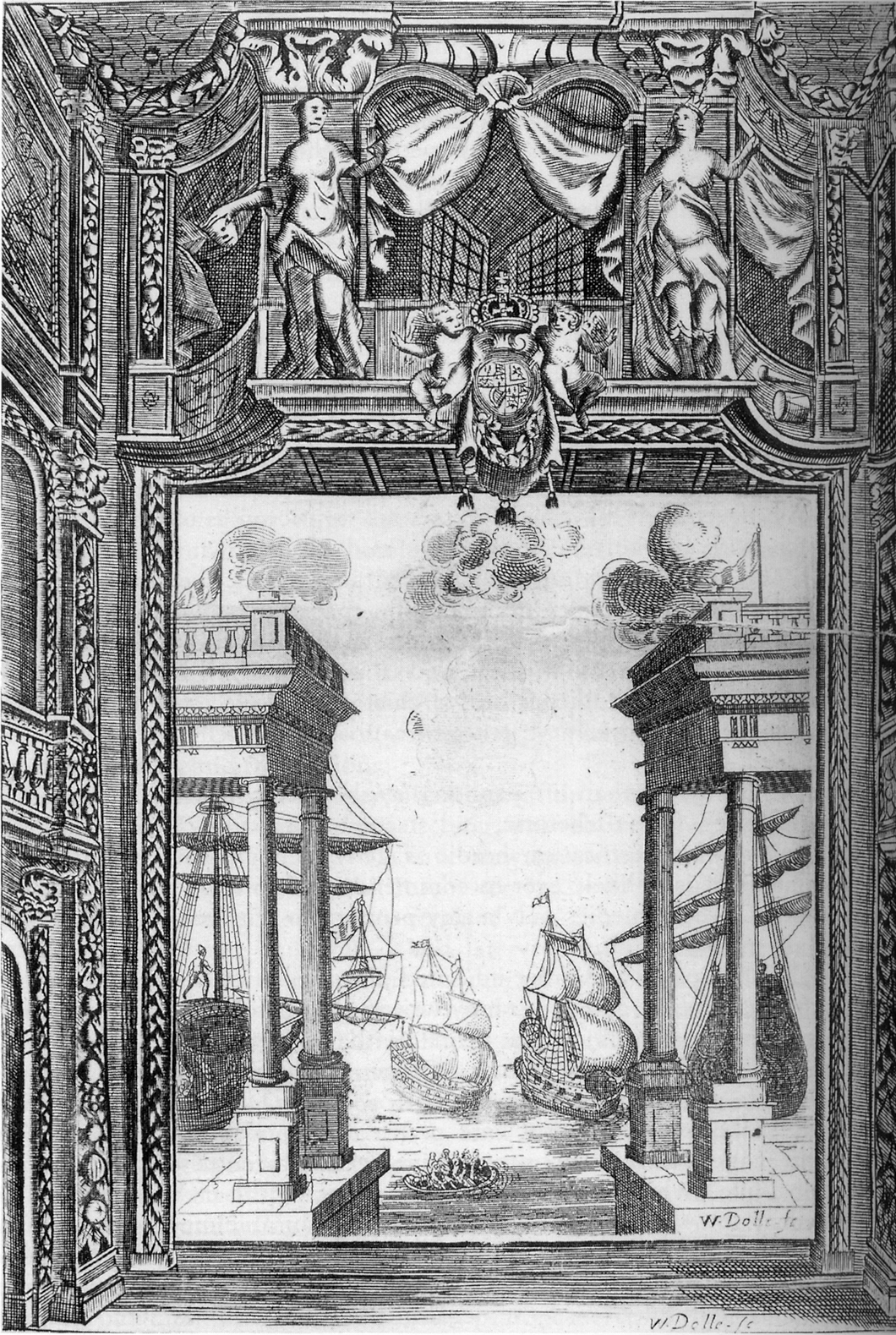
La scène du Théâtre de Dorset Garden pour la pièce L'impératrice du Maroc (The Empress of Morocco) du poète et dramaturge anglais Elkannah Settle, en 1673 par Walter Dolle

Le théâtre de Dorset Garden possédait une grande avant-scène, une caractéristique typiquement anglaise. Edward Langhans, dans sa reconstruction, calcula que cette avant-scène devait mesurer 6 m de profondeur sur 9 m de large au niveau du manteau d'arlequin. L'avant-scène offrait aux acteurs, aux chanteurs et aux danseurs, une large espace bien éclairé et parfaitement uni. Quand un lieu était suggéré par un décor, il était entendu que l'avant-scène faisait également partie de ce lieu. C'était un lien vital entre le public et les interprètes, la salle et la scène, les spectateurs et le spectacle. L'accès principal à l'avant-scène se faisait par des portes réservées à cet usage, probablement deux de chaque côté de la scène. Au-dessus de ces portes, il y avait des balcons et des espaces pour les comédiens, où l'on pouvait aussi s'asseoir.
La scène elle-même mesurait probablement 15 m de profondeur sur 9 m de haut, tandis que le manteau d'arlequin devait faire environ 9 m de large sur 7,5 m de haut pour pouvoir accepter les décors d'opéra comme ceux de The Prophetess, or the History of Dioclesian , The Fairy Queen, ou The World in the Moon. L'avant-scène et la scène étaient balayées. La boîte à musique au-dessus du manteau d'arlequin pouvait accueillir peut-être 8 ou 10 musiciens, pour produire la musique de scène. Un orchestre complet pouvait s'installer au parterre, juste devant la scène.
La Duke's Company avait déjà utilisé des décors mobiles dans ses précédents théâtres. Ils furent employés pour la première fois par Davenant à Rutland House, et étaient constitués de volets placés dans des gorges, que l'on ouvrait ou fermait rapidement pour faire apparaître une scène nouvelle. Mais à Dorset Garden, on pouvait faire voler séparément au moins quatre personnes ou de grands objets de la taille de la scène, comme un nuage, sur lequel trouvait place un groupe de musiciens (Psyche 1675). Il y avait également de nombreuses trappes dans le plancher. Ce théâtre avait été conçu pour accueillir les pièces à grand spectacle de la Restauration, et c'était la seule salle de Londres capable de produire tous les effets que ces attractions exubérantes nécessitaient.